# Kadavu
Kadavu – wyspa pochodzenia wulkanicznego w archipelagu Fidżi, najbardziej na południe wysunięty ląd (nie licząc maleńkiej wysepki Matanuku, oddzielonej od Kadavu parusetmetrową cieśniną) tego wyspiarskiego kraju. Czwarta pod względem wielkości z wysp Fidżi (411 km²) Kadavu leży niespełna 90 km na południe od największej z wysp Fidżi – Viti Levu, od której oddziela ją cieśnina Kadavu. Górzysta, najwyższy szczyt Nabukelevu (nazywany także Mount Washington) ma 822 m n.p.m. i znajduje się na zachodnim skraju wyspy.

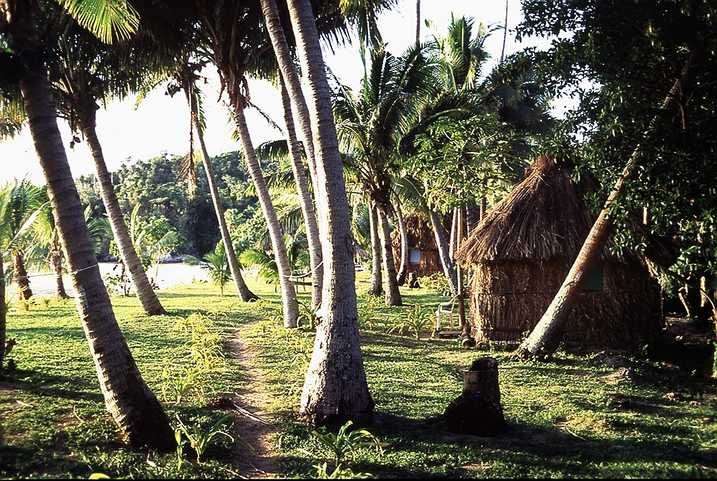
chata – hotel na Kadavu, rok 1996

Wyspa rozciąga się na około 50 km w kierunku równoleżnikowym, w najszerszym miejscu ma południkowo szerokość 13 km. Składa się z dwóch części – wschodniej i zachodniej – połączonych ze sobą przesmykiem Namalata szerokości niespełna 400 m (od północy obmywa ten przesmyk zatoka Namalata, a od południa – zatoka Galoa). Przy południowym wybrzeżu Kadavu leżą dwie inne, znacznie mniejsze od niej wyspy: Matanuku i Galoa, a w zatoce Galoa jeszcze maleńka Tawadromu. W cieśninie Kadavu, na północny wschód od Kadavu, znajduje się jeszcze wyspa Ono oraz kilka małych wysepek w obrębie Rafy Astrolabium (Astrolabe Reef) m.in. Buliya, Dravuni, Levu i Yaukuve. Wszystkie te wyspy razem tworzą Grupę Kadavu (Kadavu Group).
Pierwszym Europejczykiem, który opisał tę wyspę, był William Bligh podczas swojej drugiej wyprawy do wysp Fidżi w 1792 na statku HMS Providence. W 1799 w drodze z Australii przypłynął tu C. Bently na amerykańskim statku Ann & Hope. W 1827 francuski kapitan Dumont d'Urville nieomal roztrzaskał swój statek Astrolabe na rafach na północny wschód od wyspy; od tego czasu noszą one nazwę Astrolabe Reef albo Great Astrolabe Reef. Kadavu była przez dziesięciolecia przystanią dla łowców owoców morza i wielorybników. W latach 80. XIX wieku wyspę badał australijski podróżnik szkockiego pochodzenia, James Park Thomson. Kadavu pozostaje jednak wciąż stosunkowo najmniej zbadanym rejonem Fidżi. 75% wyspy porasta wciąż las deszczowy, a strome zbocza tutejszych wulkanicznych gór nie są łatwe do pokonania, dzięki czemu dżungla pozostaje ostoją endemicznych gatunków roślin i zwierząt (głównie ptaków, ale także nietoperzy).
Wyspa zamieszkana jest przez około 10 tys. osób, utrzymujących się z turystyki oraz samowystarczalnego rolnictwa, eksportujących niewielkie nadwyżki do stolicy kraju, Suva. Zatoka Galoa (Galoa Harbour) jest często wykorzystywanym adresem dla poczty przeznaczonej dla żeglarzy zawijających tu podczas swoich podróży pomiędzy Sydney, San Francisco i Auckland. Wyspa jest chętnie odwiedzana przez miłośników nurkowania, w tym snorkelingu, oraz surfingu. W Viunisea, największej miejscowości na wyspie, położonej w pobliżu przesmyku Namalata i zatoki Galoa, znajduje się lądowisko samolotów, szkoła, szpital i siedziba administracji rządowej; oprócz Viunisea na wyspie znajduje się jeszcze około sześćdziesięciu wiosek. W grudniu 2005 przedstawiono oficjalnie plany budowy dróg (obecnie jest ich na wyspie bardzo mało) i rozbudowy lotniska. Przedsięwzięcie ma podnieść atrakcyjność wyspy, a sfinansowane ma być częściowo przez rząd Tajwanu.
Z Kadavu pochodzi m.in. minister spraw zagranicznych Fidżi, Kaliopate Tavola, minister zasobów naturalnych Konisi Yabaki, były minister finansów James Ah-Koy oraz ambasador Fidżi w USA Jesoni Vitusagavulu.
Na wyspie funkcjonuje port lotniczy Vunisea.